# Tom Wright (actor)
Tom Wright (nacido Harold Thomas Wright; 29 de noviembre de 1952) es un actor de televisión y teatro estadounidense. Nació en Englewood, Nueva Jersey y asistió a la Universidad West Chester en West Chester, Pensilvania.
Wright ha aparecido en más de cuarenta producciones de teatro en Broadway. Comenzó su carrera como miembro origianl de The People's Light. En Broadway, actuó en A Taste of Honey que le dio dos nominaciones al Premio Tony. 
Wright coprotagonizó en las películas Barbershop y Barbershop 2: Back in Business con Ice Cube. También coprotagonizó con Angela Bassett en Sunshine State. Ha protagonizado Passion Fish, City of Hope, Matewan y The Brother from Another Planet. 

## Filmografía
- Deadbeat (1977)
- Underground U.S.A. (1980)
- Subway Riders (1981)
- I Ought to Be in Pictures (1982)
- The Brother from Another Planet (1984)
- Matewan (1987)
- Creepshow 2 (1987)
- I'm Gonna Git You Sucka (1988)
- Street Hunter (1990)
- Marked for Death (1990)
- Reversal of Fortune (1990)
- City of Hope (1991)
- Passion Fish (1992)
- Weekend at Bernie's II (1993)
- Forget Paris (1995)
- White Man's Burden (1995)
- Tales from the Hood (1995)
- Excessive Force II: Force on Force (1995)
- Gridlock'd (1996)
- Murder at 1600 (1997)
- The Pentagon Wars (1998)
- Palmetto (1998)
- Dumbarton Bridge (1999)
- Funny Valentines (1999)
- The Prime Gig (2000)
- Sunshine State (2002)
- Barbershop (2002)
- White Rush (2003)
- Barbershop 2: Back in Business (2004)
- World Trade Center (2006)
- Sinner (2007)
- Honeydripper (2007)
- Burning Palms (2009)
- BoyBand (2010)
- Stanley DeBrock (2010)
- Beyond the Lights (2014)
- Rebirth (2016)
- Summer Camp (2024)[2]

## Apariciones en televisión
- Tales from the Crypt: episodio "Abra Cadaver" (1991)
- NYPD Blue: episodio "The Backboard Jungle" (1995) y "Where's Swaldo" (1996)
- Star Trek: Voyager: episodio "Tuvix" (1996)
- Contagion: telefilme (2002)
- 24 episodio "Day 5, 3:00am-4:00am and 5:00am-6:00am" (2006)
- House: episodio "Guardian Angels" (2007)
- Daisy Jones & The Six Como Teddy Price - (2023)